# Uno sguardo nel buio
(presentazione della serie)
Uno sguardo nel buio (Das Schwarze Auge) è un gioco di ruolo fantasy tedesco della Schmidt Spiele, nato nel 1984 scritto da Werner Fuchs e Ulrich Kiesow.
È stato il gioco di ruolo tedesco di maggior successo, superando in vendite Dungeons & Dragons. Molti anni di lavoro sul gioco portarono a creare un'ambientazione dettagliata e descritta in modo esteso. Droemer Knaur abbandonò il progetto all'inizio del 1989. Dopo la bancarotta della Schmidt Spiel & Freizeit nel 1997 la sua pubblicazione fu proseguita dalla Fantasy Productions (la compagnia di Fuchs che aveva già fatto tutto il lavoro editoriale). Dalla sua pubblicazione iniziale il gioco ha avuto tre edizioni, nel corso delle quali le regole e il background sono diventati più complessi. La quarta edizione è stata pubblicata nel 2001 ed è stata la prima ad essere stata tradotta in inglese (nell'ottobre 2003).
Nell'aprile 2007 la Ulisses Spiele ha acquistato la licenza del gioco di ruolo cartaceo dalla Fantasy Productions.
In Italia è stata pubblicata dalla Edizioni EL nel 1986 la traduzione della prima edizione, che ottenne una certa popolarità anche grazie alle collane di librogame che questa pubblicava.
Nel novembre del 2019, in occasione di Lucca Comics & Games, viene annunciato il progetto di portare in Italia la 5ª edizione di Uno Sguardo nel Buio tramite una campagna di crowdfunding. L'editore italiano è la neonata Compagnia delle 12 Gemme. A dicembre dello stesso anno è partita la campagna che è stata finanziata completamente in poco più di 24 ore. La data di pubblicazione del nuovo materiale è indicativamente Aprile 2020.

## Storia editoriale

### Prima edizione
Oltre che in italiano la prima edizione tedesca del gioco (1984) fu tradotta in olandese (Het Oog des Meesters) e francese (L'Œil noir). Era un sistema a classe e livelli molto semplice. Il manuale base era intitolato Das Schwarze Auge—Abenteuer Basis-Spiel ("Il gioco di avventura base - l'occhio oscuro"). Nel 1985 fu pubblicato un'espansione, Abenteuer Ausbau-Spiel—Zusatzausrüstung für alle Abenteuer  ("Estensione dell'avventura - equipaggiamento aggiuntivo per tutti gli avventurieri").
Nel 1988 e nel 1989 furono pubblicate due espansioni presentate come regole avanzate, DSA-Professional—Schwertmeister Set I ("DSA professionale - Maestro di spada set I") e DSA-Professional II—das Fest der Schwertmeister ("DSA professionale - prodigi del maestro di spada"). A volte vengono erroneamente indicate come seconda edizione. Introducono delle regole di combattimento più elaborate che comprendono un sistema di assegnazione della locazione del colpo. Queste regole erano indirizzate a personaggi di livello avanzato (tipicamente di livello 15). Il manuale descrive una nuova ambientazione: Tharun, un mondo cavo situato all'interno di Ethra illuminato da un sole centrale e diviso in nove arcipelaghi governato da un pantheon di nove divinità. Rune divine (l'unica fonte di magia che può essere usata da maghi e druidi) sono sparse in tutto il mondo. L'ambientazione forniva anche quest divine. Un terzo manuale di campagne era programmato ma non venne pubblicato. L'ambientazione venne abbandonata nei prodotti successivi.

### Seconda edizione
La seconda edizione fu pubblicata nel 1988. Il personaggio viene definito da cinque qualità positive come nella prima edizione, ma anche da cinque negative: aberglaube ("superstizione"), höhenangst ("acrofobia"), raumangst ("claustrofobia"), goldgier ("avarizia") e totenangst ("necrofobia"). Gli attributi positivi vengono determinati tirando 1d6+7 e i negativi 1d6+1. I giocatori possono scegliere tra oltre 40 classi, il cui accesso è limitato dagli attributi posseduti. Il sistema descrive oltre 80 abilità e 100 incantesimi.

### Terza edizione
La terza edizione fu pubblicata nel 1993 ed è abbastanza simile alla seconda, con l'aggiunta di due attributi positivi: fingerfertigkeit ("destrezza") e intuition ("intuizione") e di due attributi negativi: neugier ("curiosità") e jähzorn ("temperamento violento"). Un personaggio viene quindi definito da sette qualità positive e sette qualità negative. Il sistema di abilità rimane inalterato.
La terza edizione fu usata con alcune limitazioni come base per tre videogiochi
della serie Realms of Arkania: Realms of Arkania: Blade of Destiny (1993), Attic/Sir-Tech), Realms of Arkania: Star Trail (1994, Attic/Sir-Tech) e Realms of Arkania: Shadows over Riva (1997, Attic/Sir-Tech).

## Edizione italiana
Uno Sguardo nel Buio fu pubblicato in Italia dalle Edizioni EL in scatola intitolata Uno Sguardo nel Buio – introduzione all'avventura fantastica contenente:
- Uno Sguardo nel Buio A – L'Avventura (112 pagine), «un libro che ti porta immediatamente nel vivo dell'azione, offrendoti due possibilità di gioco, Da solo o In gruppo».
- Uno Sguardo nel Buio B – Le Regole (130 pagine), «un libro che ti insegna a creare i personaggi, a scegliere le armi e l'equipaggiamento, ad affrontare i combattimenti e a praticare la magia. In altre parole un repertorio di tutto ciò che puoi fare o trovare nei territori di Atlantide».
- Altre utilità come uno schermo del master, il Foglio d'Identità, il Foglio di Combattimento, il Foglio di Orientamento, un dado a 20 facce e tre dadi a 6 facce.

Già in questo doppio manuale c'erano 2 avventure pronte da giocare, una da solo (La pergamena nascosta) e una in gruppo (La liberazione di Silvana): niente di eclatante, ma comunque funzionali alla comprensione del gioco e delle sue regole.
Seguirono poi 6 avventure nel classico formato librogame, basate sulle prime e migliori avventure tedesche. A seconda dell'edizione italiana esse vengono definite, in copertina, Rolegame – scenario per introduzione all'avventura fantastica oppure Librogame - per chi ha già lanciato uno sguardo nel buio. In entrambi i casi, comunque, la quarta di copertina recava, assieme alla descrizione particolare dell'avventura, l'avvertimento che per affrontare l'avventura bisognava conoscere le regole base del gioco introduttivo.
I 6 scenari-avventura, tutti indipendenti l'uno dall'altro, furono:
1. La Locanda "Al Cinghiale" (in gruppo)
2. La Foresta senza Ritorno (in gruppo)
3. I Sette Calici Fatati (in gruppo)
4. La Figlia del Califfo (da solo)
5. Nella Fredda Luce del Nord (in gruppo)
6. La Porta dei Mondi (in gruppo)

Dato l'immenso successo che ebbe in patria e la grande diffusione che ebbe in Italia, di Uno Sguardo nel Buio fu importata in Italia nel 1989 la versione avanzata delle regole per giocatori esperti realizzata nel 1985 in Germania. Fu intitolata Perfezionamento dell'avventura fantastica e comprendeva le vecchie regole dell'introduzione, già pubblicate, più un denso volume, di grande formato e oltre 200 pagine, che conteneva il nuovo regolamento, una descrizione approfondita dell'ambientazione, prima solo brevemente tratteggiata, mappe, schede e un'avventura studiata per esercitarsi nel nuovo sistema avanzato, La Congiura di Gareth.
A seguire questa pubblicazione, giunsero in Italia solo altri due moduli di avventura:
1. Il Viaggio della Korisande (In gruppo)
2. Il Lupo di Winhall (In gruppo)

Alla fine del 2019, dopo anni di assenza dal mercato italiano, vienne annunciata la pubblicazione della 5ª edizione di Uno Sguardo nel Buio in italiano ad opera della Compagnia delle 12 Gemme. Sotto licenza ufficiale della Ulisses Spiele viene lanciata a Dicembre 2019 una campagna Kickstarter per finanziare la pubblicazione del gioco. La campagna viene finanziata in 24h. 
A Giugno 2020 vengono consegnate le prime copie della nuova edizione e da luglio viene distribuita nei principali shop fisici e online.
Il materiale proposto dalla Compagnia delle 12 Gemme prevede il Regolamento base proposto in 3 edizioni:
- Standard (Rilegatura di alta qualità, cartonato, 420 pagine, tutto colore, due segnalibri, verniciatura UV a spot su fronte e retro.)
- Edizione limitata (in 150 copie, rilegatura di alta qualità, cartonato, 420 pagine, tutto colore, due segnalibri, copertina in similpelle nera con impressione a caldo d’argento. )
- Edizione Medievale (11 copie totali. Rilegata a mano da un artigiano secondo tecniche medievali)

Oltre al regolamento base vengono proposte 2 avventure, una in solitaria e una per gruppi di giocatori da 3 a 5:
- Il Vampiro di Havena (da solo)
- Rivelazione Celeste (in gruppo)

Accanto al regolamento e alle avventure, la Compagnia delle 12 Gemme decide di pubblicare il Messaggero Aventurico: una pubblicazione bimestrale che descrive giornalisticamente gli avvenimenti di Aventuria, dal punto di vista degli abitanti del mondo stesso.

## Sistema di gioco
Il sistema di gioco è elementare nell'Introduzione e completo nel Perfezionamento. Esso viene spiegato al Narratore nel corso di un training, che può essere considerato un gioco esso stesso: si imparano le regole giocando un'avventura Da Solo narrativa ed equivalente ad un librogame, per poi essere guidati passo passo alla prima sessione di gioco In gruppo. Inoltre regole, mostri e altri elementi del gioco vengono spiegati in maniera narrativa, riportando esempi, leggende e idee dei personaggi stessi che vivono in quell'ambientazione.
Il gioco usa un sistema di classi e livelli molto semplici, simili a quelli di Dungeons & Dragons prima edizione; le classi a disposizione sono avventuriero, guerriero, nano, elfo e mago. Tutti i personaggi possono essere avventurieri, ma per accedere ad altre classi bisogna soddisfare dei prerequisiti.
Solo elfi e maghi possono lanciare incantesimi (utilizzando dei punti di energia astrale). Il sistema magico è basato sulla memoria del giocatore che deve memorizzare le formule magiche e pronunciarle durante il gioco senza consultare il manuale (o altri scritti). Se la formula viene pronunciata correttamente l'incantesimo viene lanciato ed il personaggio perde i corrispondenti punti di energia astrale.
Il sistema introduttivo è basato solo su 5 qualità: coraggio, forza, fascino, abilità e intelligenza. Queste, assieme ad attacco e parata, energia vitale ed energia astrale per maghi ed elfi, svolgono tutte le funzioni di gioco del personaggio.
Il sistema perfezionato introduce nuovi tipi di personaggio (druido, halfling, vagabondo e iniziato degli Dei), il sistema delle capacità del personaggio, con cui realizzare le prove d'ora in poi, nuove magie, un sistema ampliato di combattimento e movimento, nuovi oggetti, armi, veleni, malattie, mostri e piante medicinali. In questo caso si è preso spunto dai regolamenti più completi della seconda metà degli anni ottanta.

## Ambientazione
L'ambientazione, già dal Perfezionamento dell'Avventura Fantastica, è molto ben curata. Si gioca su uno dei 4 continenti di un mondo dal nome originale di Dere, (e in inglese di Ethra, anagrammi rispettivamente del tedesco Erde e dell'inglese Earth – ovvero Terra; il gioco di parole è simile a quello che si ritrova in D&D con Oerth/Tarre, il mondo creato da Gary Gygax e in Kata Kumbas con Rarte).
Il nome originale del continente, Aventurien, si conserva nella traduzione francese e inglese Aventuria, ma è diventato Atlantide in italiano, con evidente ammiccamento al mitico continente scomparso. Atlantide viene descritta nel Perfezionamento dell'Avventura Fantastica in tutte le sue regioni e culture principali, nella sua storia e nelle sue divinità (principalmente i Dodici Dei - Praios, Rondra, Efferd, Travia, Boron, Hesinde, Firun, Tsa, Peraine, Phex, Ingerimm, Rajha - e il Dio Senza Nome loro nemico, nonché Rur, Gror e Rastullah). Il lavoro di creazione di un mondo autonomo parte da un basilare immaginario fantasy che comprende una visione eurocentrica di regni e popolazioni, ma con grandi influenze islamico-mediorientali, finniche, nordiche, classiche e bizantine. Il mondo di Atlantide ha una forte caratterizzazione che lo rende un luogo ben preciso e particolare, facile da distinguere dagli altri mondi fantasy contemporanei e molto vicino al nostro mondo, ben più delle ambientazioni di D&D o dello stesso Signore degli Anelli, pure citato come fonte di ispirazione.